# Bergolini e raspanti
I bergolini e i raspanti furono le due fazioni in cui si divisero le famiglie di Pisa nel XIV secolo.

## Storia
Nella prima metà del XIV secolo a Pisa governavano i Della Gherardesca, con il supporto dei Della Rocca e di altre famiglie pisane. Durante tale governo i Della Gherardesca e i loro alleati vennero accusati di tirannia e di raspare il denaro pubblico; da qui il termine raspanti. Dall'altra parte vi erano i bergolini, chiamati così dai raspanti a causa della loro presunta stoltezza.
I bergolini erano guidati dai Gambacorti, gli Alliata e i Da Montescudaio e avevano al loro seguito alcune famiglie nobili e mercantili.
Le lotte intestine a Pisa, tra queste due potenti fazioni, perdurarono per molti decenni, con vittorie e sconfitte da entrambe le parti, ma tutti questi conflitti indebolirono inevitabilmente la repubblica portandola ben presto alla rovina.